# José Pereira da Cunha
José Pereira da Cunha foi um administrador colonial.
Vereador da câmara de Nossa Senhora do Desterro, foi um dos membros do triunvirato que compôs a junta governativa catarinense de 1800, que governou a capitania de Santa Catarina de 18 de janeiro a 8 de dezembro de 1800.